# L'Entrée du loup
L'Entrée du loup est le premier album de la série de bande dessinée belge Jack Wolfgang écrit par Stephen Desberg, dessiné par Henri Reculé et mis en couleurs par Kattrin, édité en album en juin 2017.

## Résumé
Fruit d'une longue évolution depuis le Moyen Âge, les hommes et les animaux ont appris à vivre ensemble et à parler une langue commune, les herbivores et les carnivores ayant appris à ne plus se manger grâce à l’invention du super méga tofu.
Jack Wolfgang, un loup, un agent de CIA avec la couverture d'un célèbre critique gastronomique, doit séduire, afin de la cambrioler, la fille d’un magnat de l’alimentaire. La mission se relève toutefois bien plus compliquée et Jack Wolfgang aura besoin, pour la mener à bien, de l’aide d’une belle panthère.

## Historique
Désireux d'exploiter le style animalier qu'Henri Reculé avait développé dans Le Dernier Livre de la jungle, Stephen Desberg et celui-ci ont décidé de s'orienter vers un univers moins réel et sérieux que celui qu'ils avaient exploré lors de leurs collaborations précédentes. C'est ainsi qu'est née l'idée d'un monde où hommes et animaux vivent ensemble, qui permettait de faire des parallèles, d'aborder de manière détournée les inégalités et les intolérances de notre société. Le choix du personnage principal s'est porté sur un loup, animal noble et sauvage avec une certaine intégrité. La référence à Blacksad étant inévitable, Henri Reculé a pris garde de ne pas être influencé par le graphisme de Juanjo Guarnido et manifeste la différence entre les deux projets en indiquant que « on est plus du côté de James Bond et Tarantino que de Blacksad ». Les couleurs de l'album ont été réalisées par Kattrin, la compagne d'Henri Reculé, qui réalise les couleurs des albums de celui-ci depuis le septième tome de la série Cassio.
Le scénario est passé d'une version plus sombre à la version plus légère et grand public de l'album, inspiré du film Kingsman et son mélange de ton complètement décalé avec une intrigue à suivre au premier degré. Les animaux cohabitant avec les humains permettent de traiter des choses classiques sous un autre angle, le regard sur les animaux reflétant le regard que la société actuelle peut avoir sur certaines catégories de personnes, immigrés ou autres classes sociales. Les caractéristiques des personnages ont été définies par les spécificités de chaque animal : ses caractéristiques, l’endroit où il vit, ce qu’il mange, l’allure finale des animaux ayant demandé du travail afin de décider jusqu’à quel point les animaux avaient évolué pour s’humaniser, le style dessin adopté, mélange de réalisme et de cartoon, aidant à rendre le tout plus cohérent et dynamique.

## Accueil critique
L'album a été dans l'ensemble plutôt bien accueilli, les critiques retenant « du glamour et aussi pas mal d'humour pour un thriller haletant », « une grande originalité, le scénario de Stephen Desberg déjoue avec habilité la comparaison avec Blacksad (…) Henri Reculé propose des pages efficaces et vivantes, même si l’on peut le préférer dans des séries purement réalistes, comme Cassio », même si certaines font le parallèle avec Blacksad et regrettent que « ce premier tome de Jack Wolfgang ne manque pas de bonnes idées mais manque malheureusement de lien entre les événements », en retenant cependant que « si l’enquête n’arrive pas au niveau de celles de Blacksad, elle reste néanmoins très réussie et plaisante. Côté dessins, même topo. Si Henri Reculé offre un travail de grande qualité, il n’atteint jamais celui de Juanjo Guarnido, comparaison inévitable à la lecture de cet univers assez proche. Ça reste tout de même du bon boulot sur le plan de la fluidité, des scènes d’action ou encore des ambiances ».

## Publication
Album
- 1 L'Entrée du loup, Le Lombard, juin 2017
Scénario : Stephen Desberg - Dessin : Henri Reculé - Couleurs : Kattrin - (ISBN 978-2-8036-7040-6)

Tirage de tête
- Khani, 80 pages, format 30,5 × 41 cm, tirage limité à 150 exemplaires numérotés et signés, 62 planches noir et blanc rehaussée de lavis, plus 18 pages de croquis et recherches (dont huit en couleurs), avec deux ex-libris (un noir et blanc et un couleurs), plus deux ex-libris exclusifs (un noir et blanc et un couleurs) réservés aux clients du site, 2017[7].